# Valle de los Dioses

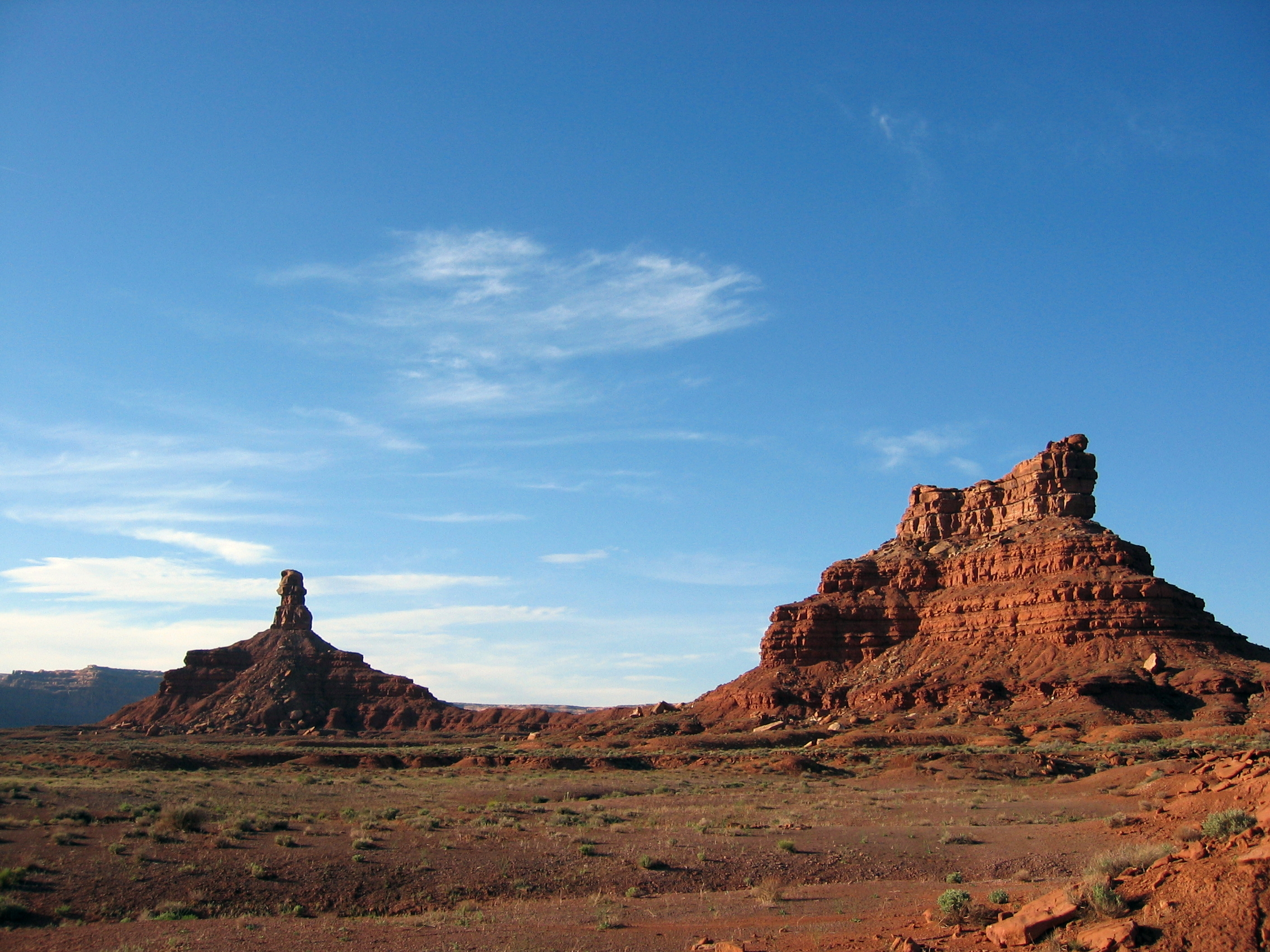
Formaciones rocosas en el Valle de los Dioses.

El valle de los Dioses es un valle escénico de arenisca cerca del sombrero Mexicano en el condado de San Juan, al sureste de Utah. Se localiza al norte del Valle Monumento a lo largo del río San Juan con formaciones rocosas similares. Es una escala en miniatura del Valle Monumento, con mesas y riscos altos, rojizos y aislados que se alzan sobre el nivel del valle como remanentes de la antigua topografía del lugar. 
El valle de los Dioses se localiza a unos 48 km al norte del valle Monumento a lo largo de la carretera nacional 163.